# Hybrid automatic repeat request
Hybrid Automatic Repeat reQuest (Hybrid ARQ ou HARQ) est une technologie qui permet la transmission fiable de données sur un canal de communication qui peut engendrer des erreurs de transmission. HARQ combine les principes de la retransmission, Automatic Repeat reQuest (ARQ), et de la correction d'erreurs, Forward Error Correction (FEC).

## Description
Dans le cas d'un simple ARQ, des bits redondants sont ajoutés aux données à transmettre pour permettre au récepteur de détecter d'éventuelles erreurs de transmission, par exemple au moyen d'un contrôle de redondance cyclique. Si le récepteur détecte une erreur de transmission, il peut demander la retransmission des données à l'émetteur. Dans le cas d'un HARQ, les données sont en outre encodées au moyen d'un code de Forward Error Correction, qui ajoute également des bits redondants aux données originales et qui permet de corriger un certain nombre d'erreurs sans retransmission. Si le nombre d'erreurs est trop élevé pour être corrigé par le FEC, le récepteur demande la retransmission à l'émetteur.

## Applications
HARQ est utilisé dans la téléphonie mobile, par exemple en 3G HSDPA et HSPA+ et plus récemment dans les réseaux mobiles LTE associé à des turbo codes pour la correction d'erreurs.